# Jaylon Johnson
(en) Statistiques sur pro-football-reference
Jaylon Lawrence Johnson (né le 19 avril 1999 à Fresno dans l'État de la Californie aux États-Unis) est un sportif professionnel américain de football américain évoluant au poste de cornerback dans la National Football League (NFL) depuis la saison 2020.
Au niveau universitaire, il a joué pendant trois saisons pour les Utes de l'université de l'Utah dans la NCAA Division I FBS.
Il est ensuite sélectionné lors du deuxième tour de la draft 2020 par la franchise des Bears de Chicago.

## Biographie

### Jeunesse et carrière universitaire
Fils de Johnny et Carmella Johnson, Johnson est le plus jeune de quatre enfants. Son père est un ancien cornerback des Bulldogs de Fresno State, chose que son grand frère, Johnny Jr., fera à son tour. Recrue quatre étoiles, Johnson joue au basket-ball et au football américain à la Central High School de son Fresno natal. Athlète de haut niveau pour son âge dans les deux sports, il considère d'abord le basket-ball avant de se concentrer sur le football à sa dernière année. Initialement engagé avec les Trojans de l'USC, il rétracte son obligation envers l'équipe après un changement d’entraîneur. Recruté par l’entraîneur des cornerbacks de l'université de l'Utah Sharrief Shah, il choisit les Utes aux dépens de seize autre offres dont trois autres universités où il avait fait des visites : Oklahoma, Arizona State et Nebraska,,,.
Opéré avant sa saision freshman, Johnson rejoint les Utes durant l'été et joue dès la première rencontre de l'été avant de devenir partant contre les Wildcats de l'Arizona. Lors de sa deuxième saison, il fait l'équipe All-PAC-12. Athlétique, son entraîneur-chef Kyle Whittingham met en avant son éthique de travail qui lui permet d'être prêt à tous ses matchs. Malgré des espoirs qu'il soit repêché au premier tour, Johnson doit finalement attendre le 50e choix avant d'être sélectionné par les Bears de Chicago lors de la draft de 2020, la même journée que ses coéquipiers Zack Moss, Julian Blackmon et Terrell Burgess.

### Carrière professionnelle
Johnson se taille une place comme partant pour les Bears dès la première semaine d'activité, poste qu'il garde jusqu'à sa blessure à la fin de la saison qui lui fait raté les trois derniers matchs et les éliminatoires. En prévision de sa deuxième saison et le départ de Kyle Fuller, Johnson se voit confier le poste de cornerback numéro un avec Kindle Vildor, Desmond Trufant et Artie Burns en compétition pour le deuxième poste. Il prend rapidement son aise à se poste, devenant le cornerback le plus efficace de la ligue après trois matchs. À chaque année de ses quatre ans de son contrat recrue, son efficacité augmente et en 2024, il finit troisième dans la ligue en évaluation du quarterback accordé, juste derrière Derek Stingley Jr. et Martin Emerson. À la fin de la saison, il est l'un des deux Bears à être nommé à l'alignement initial du Pro Bowl Games avec Montez Sweat. À la fin de la saison, l'équipe place le franchise tag sur Johnson, l'empêchant de devenir agent libre.
Johnson signe un nouveau contrat de 76 000 000$ sur quatre ans avec l'équipe quelques jours plus tard, il annonce au même moment qu'il a dû aller en thérapie pour addiction sexuelle durant la saison précédente,. Ce maux, qui aurait débuté au collège, aurait mené Johnson a trompé sa petite amie Janessa McFadden. Il déclare avoir pris la décision pour donner un meilleur exemple à sa fille Zaveah et utilisé sa foi pour surmonté son addiction.

## Statistiques
| Année      | Équipe           | MJ |                 | Plaquages       | Plaquages       | Plaquages       | Plaquages       |                 | Interceptions   | Interceptions   | Interceptions | Interceptions |  | Fumbles | Fumbles |
| Année      | Équipe           | MJ | Total           | Seul            | Ast.            | Sacks           | Nb.             | Yards           | Déf.            | TD              | Nb.           | Rec.          |  |         |         |
| 2020       | Bears de Chicago | 13 | 44              | 34              | 10              | 0,0             | 0               | 0               | 15              | 0               | 0             | 0             |  |         |         |
| 2021       | Bears de Chicago | 15 | 46              | 37              | 9               | 0,0             | 3               | 03              | 09              | 0               | 1             | 0             |  |         |         |
| 2022       | Bears de Chicago | 11 | 35              | 28              | 7               | 0,0             | 0               | 0               | 07              | 0               | 1             | 0             |  |         |         |
| 2023       | Bears de Chicago | 14 | 36              | 31              | 5               | 0,0             | 4               | 065             | 10              | 1               | 1             | 1             |  |         |         |
| 2024       | Bears de Chicago | ?  | Saison en cours | Saison en cours | Saison en cours | Saison en cours | Saison en cours | Saison en cours | Saison en cours | Saison en cours | ?             | ?             |  |         |         |
| Totaux NFL | Totaux NFL       | 58 | 176             | 143             | 33              | 0,0             | 7               | 79              | 1               | 1               | 3             | 1             |  |         |         |